# Магадан
Магада́н (рос. Магада́н) — місто на крайньому сході Росії. Адміністративний центр Магаданської області. Місто обласного підпорядкування.
Розташоване на відстані 5911 км від Москви, і таким чином є одним із найвіддаленіших міст Росії від столиці. Місто не має залізничного сполучення.

## Географія
- Географічна широта: 59°34' пн.
- Географічна довгота: 150°46' сх.

Знаходиться на березі Тауйської губи, північної частини Охотського моря. Річка Магаданка ділить місто на дві частини.
Місто нараховує близько 140 вулиць і перевулків загальною протяжність близько 75 км. Територія у межах міста — 295 км², із них у складі міських органів управління — 24,8 тис. га (84 %), у тому числі міське — 24,7 тис. га; в міській і муніципальній приналежності — 29,4 тис. га. Основну частину території складають міські ліси — 16,9 тис. га (57,3 %), під житловою забудовою — 1,2 тис. га (4,1 %).

### Клімат
Місто знаходиться у зоні, котра характеризується континентальним субарктичним кліматом, дещо пом'якшеним близькістю моря. Найтепліший місяць — серпень з середньою температурою 11.8 °C (53.2 °F). Найхолодніший місяць — січень, з середньою температурою -16.9 °С (1.6 °F).
| Клімат Магадана         | Клімат Магадана | Клімат Магадана | Клімат Магадана | Клімат Магадана | Клімат Магадана | Клімат Магадана | Клімат Магадана | Клімат Магадана | Клімат Магадана | Клімат Магадана | Клімат Магадана | Клімат Магадана | Клімат Магадана |
| Показник                | Січ.            | Лют.            | Бер.            | Квіт.           | Трав.           | Черв.           | Лип.            | Серп.           | Вер.            | Жовт.           | Лист.           | Груд.           | Рік             |
| Абсолютний максимум, °C | 2,4             | 2,5             | 5,5             | 8               | 22,3            | 24,5            | 26              | 25,5            | 20,2            | 13,8            | 6,6             | 3,3             | 26              |
| Середній максимум, °C   | −14,2           | −12,5           | −8              | −1,6            | 4,9             | 11,3            | 14,8            | 15              | 10,4            | 1,7             | −7,4            | −12,8           | 0,1             |
| Середня температура, °C | −16,9           | −15,9           | −12,2           | −5,2            | 1,4             | 7,1             | 11,5            | 11,8            | 7,3             | −1,6            | −10,5           | −14,7           | −3,2            |
| Середній мінімум, °C    | −18,5           | −17,8           | −14,4           | −7,5            | −0,5            | 5,2             | 9,6             | 9,7             | 5,1             | −3,1            | −12             | −17             | −5,1            |
| Абсолютний мінімум, °C  | −34,6           | −33,3           | −30,8           | −23,5           | −10,8           | −3              | 2               | −1              | −6,3            | −21,6           | −26,9           | −30,7           | −34,6           |
| Норма опадів, мм        | 15.1            | 14.2            | 15.6            | 29.4            | 41.1            | 51.8            | 62.5            | 84.5            | 79.1            | 75.1            | 55.1            | 27              | 550.5           |
| Вологість повітря, %    | 65              | 64              | 65              | 71              | 78              | 78              | 86              | 83              | 78              | 69              | 66              | 64              | 72              |
| ----------------------- | --------------- | --------------- | --------------- | --------------- | --------------- | --------------- | --------------- | --------------- | --------------- | --------------- | --------------- | --------------- | --------------- |
| Джерело: Weatherbase    |                 |                 |                 |                 |                 |                 |                 |                 |                 |                 |                 |                 |                 |

## Історія

### Передісторія
13 жовтня 1928 року Ольський райвиконком видав указ про побудову Східно-Евенської культбази. Місто починає існувати з того часу, як було закладену першу школу, від якої ішла вулиця Октябрська. Зараз на цій споруді, яка перестала виконувати свої первинні функції, стоїть меморіальна дошка, яка сповіщає про початок історії Магадану.
Перша назва міста — 'Нагаєво. До 1931 року в місті жило 500 чоловік.
Згодом на березі Магаданки, у районі 31-ого кварталу було побудовано цегельний завод, який працював на місцевій сировині.
У 1933 році було споруджено перші цегляні будинки. З 29 грудня 1934 року було здано в експлуатацію 50-ти метровий причал. Того ж року з'явився технікум, який займався підготуванням кадрів у гірничопромисловій, сільськогосподарській і педагогічній галузі. З'явилась постійна газета «Советская Колыма», видавництво, музей. У травні 1935 року почалося будівництво чотирьохповерхової школи № 1 по проекту, присланому Крупською на замовлення Берзіна. Місто із самого початку існувало для забезпечення потреб гірничої промисловості, оскільки ще задовго перед його заснуванням у цьому районі було виявлено багаті поклади руд, зокрема золота. З 1937 року в Магадані починаються криваві репресії. Було розстріляно Берзіна.

### Магадан— місто
14 липня 1939-ого року вважають офіційною датою народження міста, оскільки саме тоді робітниче поселення було перетворено в місто.
Під час Другої світової війни магаданці надавали військову підготовку для ведення війни на фронті. У певному відношенні ця «допомога» здійснювалася через організацію таборів та концентраційних таборів, які були розташовані скрізь по Магаданській області і навіть деякі відділення у самому місті. Відповідно «допомога» фронту надходила також за рахунок виснажливої праці та смертей політичних в'язнів.
Центр міста сформувався на початку 1950-их років. 1963 року було прийнято новий план міста Магадана, де передбачалося збільшити територію забудови в 5 разів. В цей час населення міста становило близько 70 тисяч чоловік.
Магадан — економічний, науковий і культурний центр області. У місті виробляють гірське устаткування, знаходяться підприємства по переробці риби, машинобудівні заводи і інші промислові підприємства. Найбільший на північному Сході Росії порт працює цілий рік (з грудня по травень — льодова проводка).
За 56 км від міста є міжнародний аеропорт «Магадан» (Сокіл). Від Магадана через основні селища області проходить Колимська траса, що сполучає область з Якутією і «великою землею» (добудована в 2008 р.). Залізниці в Магадані немає.
Магадан — центр туризму і відпочинку, на території міста розташований ряд санаторіїв («Мир», «Гірник»), гірськолижна база, 6 великих готелів, будується великий туристичний комплекс «Марчекан».
Тут також розташований Магаданський ремонтно-механічний завод, що розробляє і проводить важку гірську техніку і запчастини до неї, який поставляє свою продукцію у всі золотодобувні регіони Росії, низку країн СНД, і країни Африки.

### Концтабори Магадану та Магаданської області
В період з 1948 р. по червень 1954 р. управління Берегового концтабору дислокувалося у м. Магадані. Значна частина робіт по розбудові міста здійснювалася важкою працею (по 10-14 годин на добу) політичних в'язнів, які тисячами засилалися з усього СРСР в Магаданську область. У самому Магадані було розташовано два окремі відділення Берегового концтабору: одне транзитно-пересильне відділення й одне відділення, що використовували для будівельних робіт.

### Післярадянська доба
У пострадянський час були побудовані важливі підприємства золотодобувної галузі. Магаданський аффінажний завод обслуговує золотодобувні підприємства Магаданської області, Якутії і Чукотки.
У місті було споруджено Кафедральний собор. Чисельність населення поступово почала зменшуватись у зв'язку із зниженням добування золота в регіоні.
Від 1992 року в місті діяло Українське земляцтво «Славутич-Колима», нині — Регіональна українська національно-культурна автономія «Колима-Славутич», зусиллями якої у місті відкрито меморіяльну дошку та перше на терені Сибіру та Далекого Сходу погруддя Тараса Шевченка, у Магаданській обласній бібліотеці ім. О. С. Пушкіна створено відділ української літератури. Середній школі № 2 м. Магадана надано ім'я Т. Г. Шевченка, у ній створено музей Кобзаря. На початку 2000-х було зроблено спробу видання української газети «Гомін Колими».

## Населення
В місті проживає 95 тис. осіб, що становить 54 % населення області і 59 % міського населення області.
Ось динаміка росту населення міста:
- 1939 — 27 000 осіб
- 1972 — 102 000 осіб
- 1979 — 121 200 осіб
- 1989 — 151 600 осіб
- 2004 — 99 800 осіб
- 2006 — 107 500 осіб
- 2010 — 95 925 осіб

## Культура, Наука, Освіта
У Магадані знаходиться Північно-східний комплексний науково-дослідний інститут ДВО РАН, Інститут біологічних проблем півночі ДВО РАН, Північно-східний державний університет, сім професійно-технічних училищ, 28 загальноосвітніх шкіл, 11 бібліотек і декілька музеїв, серед яких слід виділити Краєзнавчий музей і бібліотеку А. С. Пушкіна.

## Транспорт

### Залізнична дорога
Діючої залізниці в Магадані в даний час немає. 
У 1940-50 рр.діяла лінія Магадан-Намет.
"РЖД" розглядають можливість будівництва в Магадан до 2035 року залізниці від станції Нижній Бестях Амуро-якутської залізничної магістралі, що посприяє освоєнню території з величезними покладами корисних копалин.
Існують плани щодо продовження Амуро-якутської залізниці до Магадана. 

### Аеропорт

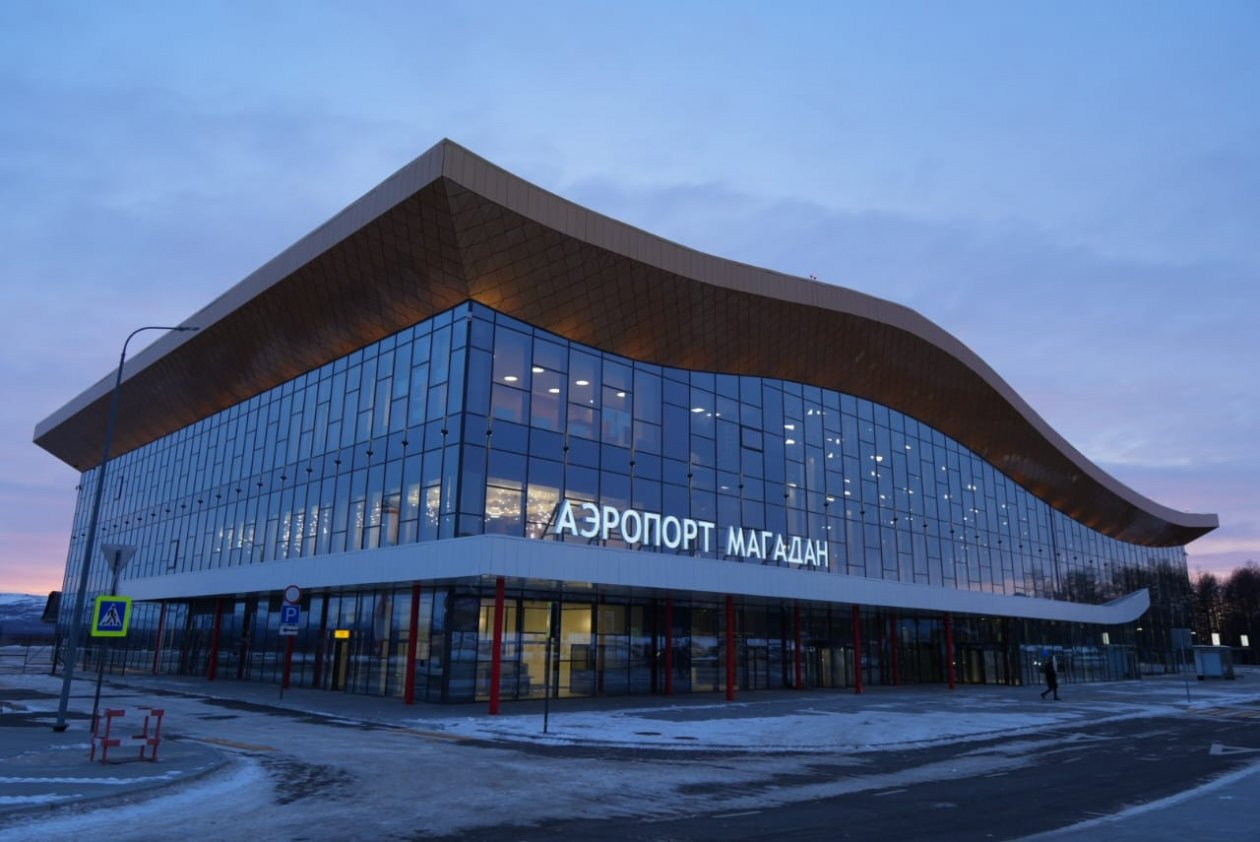

Міжнародний аеропорт "Магадан" — аеропорт федерального значення, найбільший на північному сході Росії. Розташований поблизу селища Сокіл, на північ від міста Магадана.

### Морський порт
Другий за величиною морський порт на північному сході Росії (після Петропавловська-Камчатського).

## Міста-побратими
- Анкоридж, США (1991)
- Тунхуа, КНР (1992)
- Єлгава, Латвія (2006)

## Відомі люди
Уродженці Магадана:
- Демич Юрій Олександрович (1948—1990) — російський актор, Заслужений артист Росії (1982);
- Ігішев Олександр Сергійович — український режисер-документаліст.
- Жабіцький Ілля Миколайович (1991—2016) — український воїн.
- Сафонов Ігор Геннадійович (1975) — російський хокеїст.
- Філинюк Микола Антонович (1945—2016) – український науковець, заслужений діяч науки і техніки України, академік Академії інженерних наук України